# Primer Triunvirato de Centroamérica
El Primer Triunvirato de Centroamérica gobernó a las Provincias Unidas de Centro América desde el 2 de julio hasta el 4 de octubre de 1823.

## Creación
El primer triunvirato fue nombrado por la Asamblea Nacional Constituyente reunida en fecha 1 de julio de 1823, el mismo día que se decretó la independencia absoluta de Centroamérica. Fue integrado el día siguiente.

### Miembros
Sus miembros electos eran:
- General Manuel José Arce y Fagoaga
- Doctor Pedro Molina Mazariegos
- Señor Juan Vicente Villacorta Díaz

Manuel José Arce, por estar ausente en los Estados Unidos, donde había ido para tratar de los negocios de la anexión de la Provincia de San Salvador a esa república, la elección recayó en el Licenciado Antonio Rivera Cabezas.

## Historia
En el 3 de agosto de 1823 el General Vicente Filísola en su condición de Capitán General de Guatemala, hizo su retirada con sus tropas de Guatemala, dejando al triunvirato como Supremo Poder Ejecutivo de Centroamérica.
A principios de octubre del mismo año, la Asamblea Constituyente decidieron integrar un nuevo triunvirato por alegación que el primero no representaba a todas las provincias.